# Olympische Jugend-Sommerspiele 2018/Teilnehmer (Gemischte Mannschaft)
| Gelbes Symbol für Goldmedaillen mit stilisierten Olympischen Ringen | Graues Symbol für Silbermedaillen mit stilisierten Olympischen Ringen | Braundes Symbol für Bronzemedaillen mit stilisierten Olympischen Ringen |
| ------------------------------------------------------------------- | --------------------------------------------------------------------- | ----------------------------------------------------------------------- |
| 13                                                                  | 13                                                                    | 13                                                                      |

Bei den Olympischen Jugend-Sommerspielen 2018 in Buenos Aires fanden erneut Wettbewerbe mit gemischten Mannschaften statt, deren Athleten aus unterschiedlichen Ländern kommen konnten. Dies wurde schon bei den ersten beiden Ausgaben praktiziert, es kam jedoch erneut zu Änderungen. Insgesamt fanden 18 solcher Wettbewerbe in 15 Sportarten statt.
Die in gemischten Mannschaften gewonnenen Medaillen wurden im Medaillenspiegel eigens aufgeführt und nicht den Nationen der Athleten zugerechnet.

## Teilnehmer nach Sportarten

### Badminton
Erstmals wurde im Badminton ein Mannschaftswettbewerb ausgetragen. Je vier Mädchen und vier Jungen bildeten eines der acht Teams, welche nach Buchstaben des griechischen Alphabets benannt wurden.
| Platz | Team  | Athleten |
| ----- | ----- | --- |
| 1     | Alpha | Lakshya Sen Indien Giovanni Toti Italien Vath Vannthoun Kambodscha Brian Yang Kanada Hasini Ambalangodage Sri Lanka Marija Deltschewa Bulgarien Jennie Gai Vereinigte Staaten Ashwathi Pillai Schweden  |
| 2     | Omega | Markus Barth Norwegen Oscar Guo Neuseeland Chang Kim Fidschi Kunlavut Vitidsarn Thailand Huang Yin-hsuan Chinesisch Taipeh Léonice Huet Frankreich Anastassija Prosorowa Ukraine Vũ Thị Anh Thư Vietnam |
| 3     | Theta | Julien Carraggi Belgien Mohamed Mostafa Kamel Ägypten Kodai Naraoka Japan Lukas Resch Deutschland Zecily Fung Australien Jaqueline Lima Brasilien Hirari Mizui Japan Tereza Švábíková Tschechien        |

Die Deutsche Ann-Kathrin Spöri schied mit dem Team Sigma im Viertelfinale aus.

### Bogenschießen
Das Mixed-Turnier im Bogenschießen entsprach in seinem Aufbau weitestgehend dem der ersten beiden Auflagen 2010 und 2014: Jeweils ein Mädchen und ein Junge bildeten ein gemeinsames Team.
| Platz | Athleten                                                         |
| ----- | ---------------------------------------------------------------- |
| 1     | Kyla Touraine-Helias Frankreich Jose Manuel Solera Spanien       |
| 2     | Agustina Sofia Giannasio Argentinien Aitthiwat Soithong Thailand |
| 3     | Quinn Reddig Namibia Trenton Cowles Vereinigte Staaten           |

Der Deutsche Matthias Potrafke trat zusammen mit Nada Amr Said Azzam aus  Ägypten an und wurde Neunter.
Die Deutsche Clea Reisenweber trat zusammen mit Federico Fabrizzi aus  Italien an und wurde 17.

### Breakdance
In Buenos Aires stand Breakdance erstmals auf dem Programm eines olympischen Turniers. Neben den Einzelwettkämpfen fanden auch Teamwettbewerbe statt, bei denen jeweils ein Mädchen und ein Junge als Paar auftraten.
| Platz | Teams                                                                               |
| ----- | ----------------------------------------------------------------------------------- |
| 1     | Ramu Kawai „Ram“ Japan Hiếu Lê Minh „B4“ Vietnam                                    |
| 2     | Alessandra Cortesia „Lexy“ Italien Mariano Ángel Carvajal Matus „Broly“ Argentinien |
| 3     | Anna Thurner „Ella“ Österreich Sergey Sergeyevich Chernyshyov „Bumblebee“ Russland  |

### Fechten
Auch diesmal wurde ein Mixed-Turnier mit kontinentalen Sechser-Teams ausgetragen: Jeweils drei Mädchen und drei Jungen aller Fechtklassen (Degen, Florett, Säbel) gingen gemeinsam ins Rennen.
| Platz | Team             | Athleten |
| ----- | ---------------- | --- |
| 1     | Europa 1         | Kateryna Chorniy Ukraine Martina Favaretto Italien Liza Pusztai Ungarn Davide Di Veroli Italien Armand Spichiger Frankreich Krisztián Rabb Ungarn                                       |
| 2     | Asien-Ozeanien 1 | Hsieh Kaylin Sin Yan Hongkong Yūka Ueno Japan Lee Ju-eun Südkorea Khasan Baudunov Kirgisistan Chen Yi-tung Hongkong Jun Hyun Südkorea                                                   |
| 3     | Amerika 1        | Emily Vermeule Vereinigte Staaten May Tieu Vereinigte Staaten Natalia Botello Mexiko Isaac Herbst Vereinigte Staaten Kenji Bravo Vereinigte Staaten Robert Vidovszky Vereinigte Staaten |

Der Österreicher Alexander Biro wurde im Team Europa 3 Vierter.
Der Deutsche Paul Veltrup wurde im Team Europa 2 Sechster.

### Golf
Im Mixed-Turnier kamen die meisten Paare aus jeweils einem Land. Einzige Ausnahme bildeten Ribka Vania aus  Indonesien und Park Sang-ha aus  Südkorea, sie hatten keinen Partner aus ihrem Land und traten daher gemeinsam an. Im Endklassement belegten sie den 8. Platz.

### Judo
Am Judo-Turnier wurde gegenüber 2010 und 2014 kaum etwas verändert: Jeweils sieben oder acht Judokas bildeten eines der Teams, welche diesmal nach Städten benannt wurden, in denen bereits Olympische Sommerspiele oder Olympische Jugend-Sommerspiele stattfanden.
| Platz | Team           | Athleten |
| ----- | -------------- | --- |
| 1     | Peking         | Artsiom Kolasau Belarus Liu Li-ling Chinesisch Taipeh Dzhaykhunbek Nazarov Usbekistan Carlos Páez Venezuela Itzel Pecha Mexiko Ana Viktorija Puljiz Kroatien Veronica Toniolo Italien                                       |
| 2     | Athen          | Mireille Andriamifehy Madagaskar Martin Bezděk Tschechien Juan Montealegre Kolumbien Javier Peña Spanien Christi Pretorius Simbabwe Tababi Thangjam Indien Marin Visser Niederlande Anwar Zrhari Marokko                    |
| 3     | Rio de Janeiro | Milana Charygulyýewa Turkmenistan Yassamine Djellab Algerien Metka Lobnik Slowenien Erza Muminoviq Kosovo Abrek Nagutschew Russland Fleury Nihozeko Burundi Jamshed Sulaimoni Tadschikistan Sultan Zhenishbekov Kirgisistan |
| 3     | London         | Noemí Huayhuameza Peru Rachel Krapman Kanada Daniel Leutgeb Österreich Edith Ortiz Ecuador Ahmed Rebahi Algerien Bekarys Saduakas Kasachstan João Santos Brasilien                                                          |

Die Deutsche Raffaela Igl wurde im Team Los Angeles Fünfte.

### Moderner Fünfkampf
Im Mixed-Wettbewerb traten jeweils ein Mädchen und ein Junge gemeinsam an. Wie schon bei den vorherigen Auflagen wurde hierbei aufs Reiten verzichtet.
| Platz | Athleten                                              |
| ----- | ----------------------------------------------------- |
| 1     | Gu Yewen Volksrepublik China Ahmed El-Gendy Ägypten   |
| 2     | Salma Abdelmaksoud Ägypten Franco Serrano Argentinien |
| 3     | Laura Heredia Spanien Kamil Kasperczak Polen          |

Die Schweizerin Anna Jurt wurde, im Duo mit dem  Briten Toby Price, Siebte.
Der Deutsche Pele Uibel sollte zusammen mit Agnieszka Wysokińska aus  Polen ins Rennen gehen, das Paar trat jedoch nicht zum Wettkampf an.

### Radsport
Im BMX-Freestyle fand ein Mixed-Wettbewerb statt. Hierbei traten Yeinkerly Hernández aus  Venezuela und Patriks Vīksna aus  Lettland als einzige gemischt-nationale Mannschaft zusammen an und belegten den 4. Platz. Bei allen anderen Teams kamen beide Athleten aus demselben Land.

### Reiten
Ähnlich wie in Singapur und Nanjing gab es auch in Buenos Aires einen Teamwettbewerb im Springreiten, bei denen Teams gebildet wurden, die sich an den Kontinenten orientierten.
| Platz | Team | Athleten |
| ----- | --- | -------- |
| 1     | Nicole Meyer Robredo mit Champion Mexiko Mateo Philippe Coles mit Quid du Plessis Haiti Marissa del Pilar Thompson mit Kithira Panama Pedro Espinosa mit Llavaneras Genquina Honduras Mattie Hatcher mit Santa Rosa Valery Vereinigte Staaten |          |
| 2     | Jack Whitaker mit Chance Luck Vereinigtes Königreich Giacomo Casadei mit Darna Z Italien Vince Jarmy mit Walterstown Cruise Z Ungarn Rowen van de Mheen mit Baral Ourika Niederlande Simon Morssinkhof mit Cheptel Wigan Belgien              |          |
| 3     | Ahmed Naser Elnaggar mit Jos Africa de Parco Ägypten Brianagh Lindsay Clark mit El Roblecito Malaika Simbabwe Anna Bunty Howard mit Call Girl Z Sambia Hannah Ivy Garton mit Jos Cassius Südafrika Margaux Koenig mit Urlefe Mauritius        |          |

### Schießen
Im Sportschießen fanden erneut zwei Mixed-Wettbewerbe statt, bei denen jeweils ein Mädchen und ein Junge gemeinsam antraten.

#### Luftgewehr
| Platz | Athleten                                                          |
| ----- | ----------------------------------------------------------------- |
| 1     | Enkhmaa Erdenechuluun Mongolei Zalán Pekler Ungarn                |
| 2     | Anastasiia Dereviagina Russland Edson Ismael Ramírez Ramos Mexiko |
| 3     | Viivi Natalia Kemppi Finnland Facundo Firmapaz Argentinien        |

Der Österreicher Stefan Wadlegger trat zusammen mit Gabriela Martínez aus  Mexiko an, mit Platz 4 verpassten sie die Medaillenränge knapp.
Der Deutsche Maximilian Ulbrich ging mit der  Japanerin Aoi Takagi ins Rennen, sie wurden Elfte.
Die Deutsche Anna Janßen belegte, zusammen mit Chanidu Senanayake Mudiyanselage aus  Sri Lanka, Platz 15.

#### Luftpistole
| Platz | Athleten                                           |
| ----- | -------------------------------------------------- |
| 1     | Vanessa Seeger Deutschland Kiril Kirow Bulgarien   |
| 2     | Manu Bhaker Indien Bezhan Fayzullaev Tadschikistan |
| 3     | Viivi Andrea Ibarra Mexiko Dmytro Honta Ukraine    |

Der Deutsche Jan Karstedt belegte mit seiner Partnerin, Juana Rueda aus  Kolumbien, den siebten Platz.
Der Schweizer Jason Solari und seine  rumänische Partnerin Daria-Olimpia Haristiade wurden zusammen Elfte.

### Tennis
In den Doppel-Turnieren waren sowohl gemischt-nationale Teams als auch Paarungen eines Landes möglich.

#### Mädchen-Doppel
Kaja Juvan aus  Slowenien und Iga Świątek aus  Polen gewannen gemeinsam die Goldmedaille im Mädchendoppel. Silber ging an die Paarung aus  Japan, Bronze an  Volksrepublik China. Die beiden letztgenannten Medaillen wurden dabei den jeweiligen Nationen zugerechnet. Die Schweizerin Lulu Sun trat zusammen mit Selma Cadar aus  Rumänien an, sie schieden im Viertelfinale aus.

#### Jungen-Doppel
Der  Bulgare Adrian Andreew und der  Australier Rinky Hijikata gewannen gemeinsam die Silbermedaille im Jungendoppel. Die anderen Medaillen (Gold für  Argentinien, Bronze für  Frankreich) wurden von Teams eines Landes gewonnen. Der Schweizer Damien Wenger und sein  niederländischer Partner Jesper de Jong erreichten das Viertelfinale.

#### Mixed-Doppel
Im Mixed-Doppel wurden alle Medaillen von Paaren gewonnen, deren Spieler aus demselben Land kommen. Im Viertelfinale waren noch drei dieser Teams vertreten. Das Schweizer Duo Lulu Sun und Damien Wenger verpasste die Medaillenränge mit Platz 4 knapp.

### Tischtennis
Auch im Tischtennis traten gemischte Teams an, sie gewannen jedoch keine Medaillen. Diese wurden von Länderteams gewonnen und im Medaillenspiegel entsprechend den jeweiligen Nationen zugerechnet. Das beste gemischte Team waren Sabina Surjan aus  Serbien und Truls Möregårdh aus  Schweden, sie erreichten den 4. Platz. Der Österreicher Maciej Kolodziejczyk bildete ein Paar mit Anna Węgrzyn aus  Polen, sie schieden in der Gruppenphase aus, ebenso das deutsche Doppel Franziska Schreiner und Cedric Meissner.

### Triathlon
Im Triathlon-Mixed traten die Athleten, je zwei Mädchen und zwei Jungen, erneut in Viererteams an. Die meisten dieser Teams kamen jeweils von einem Kontinent, es gab aber auch ein Welt-Team.
| Rang | Team       | Athleten |
| ---- | ---------- | --- |
| 1    | Europa 1   | Sif Bendix Madsen Dänemark Alessio Crociani Italien Anja Weber Schweiz Alexandre Montez Portugal              |
| 2    | Ozeanien 1 | Charlotte Derbyshire Australien Dylan McCullough Neuseeland Brea Roderick Neuseeland Joshua Ferris Australien |
| 3    | Europa 3   | Marie Horn Deutschland Henry Graf Deutschland Emilie Noyer Frankreich Igor Bellido Mikhailova Spanien         |

Der Schweizer Loic Triponez wurde im Team Europa 5 Achter.
Die Luxemburgerin Eva Daniels trat im Team Europa 2 an, welches den Wettkampf nicht beenden konnte.

### Turnen
Einen komplexeren Mannschaftswettbewerb gab es im Turnen: Hier traten insgesamt zwölf Teams mit jeweils dreizehn Athleten an. Hierbei wurden alle vier Turnwettbewerbe berücksichtigt: Das Geräteturnen, das Trampolinturnen, die Rhythmische Sportgymnastik sowie Akrobatik. Jedem Team gehörten ein Akrobatik-Paar, je drei männliche und weibliche Geräteturner, drei rhythmische Sportgymnastinnen sowie zwei Trampolinturner an. Die Teams wurden nach ehemaligen Turnern benannt, sie hatten zudem jeweils eine eigene Farbe.
| Platz | Team                         | |
| ----- | ---------------------------- | --- |
| 1     | Simone Biles (Orange)        | Mariela Kostadinowa Bulgarien Panajot Dimitrow Bulgarien Ruan Lange Südafrika Krisztian Balazs Ungarn Nasar Tschepurnyj Ukraine Tamara Anika Ong Singapur Pham Nhu Phuong Vietnam Alba Petisco Spanien Talisa Torretti Italien Darja Trubnikowa Russland Yelizaveta Luzan Aserbaidschan Liam Christie Australien Fan Xinyi Volksrepublik China                    |
| 2     | Max Whitlock (Grün)          | Madalena Cavilhas Portugal Manuel Candeias Portugal Fernando Espindola Argentinien Takeru Kitazono Japan Pablo Calvache Ecuador Camila Montoya Costa Rica Kseniia Klimenko Russland Zeina Ibrahim Ägypten Rayna Khai Ling Hoh Malaysia Roza Abitova Kasachstan Adelina Beljajeva Estland Robert Vilarasau Spanien Jessica Clarke Vereinigtes Königreich           |
| 3     | Oksana Chusovitina (Schwarz) | Wiktoryja Achotnikawa Belarus Ilija Famenku Belarus Brandon Briones Vereinigte Staaten Adam Tobin Vereinigtes Königreich Mohamed Afify Ägypten Indira Ulmasowa Usbekistan Karla Perez Guatemala Tonya Paulsson Schweden Lidiia Iakovleva Australien Aino Yamada Japan Lilly Rotärmel Deutschland Santiago Escallier Argentinien Antonia Sakellaridou Griechenland |

Der Deutsche Daniel Schwed wurde im Team Dong Dong (Lila) Fünfter.
Die Deutsche Lisa Zimmermann wurde im Team Nadia Comaneci (Gelb) Neunte.
Der Österreicher Benny Wizani wurde im Team Rosie MacLennan (Hellblau) Elfter.

### Wasserspringen
Im Wasserspringen fand erneut ein Paarwettbewerb statt, jeweils ein Mädchen und ein Junge traten gemeinsam an.
| Platz | Sportler                                                 |
| ----- | -------------------------------------------------------- |
| 1     | Lin Shan Volksrepublik China Daniel Restrepo Kolumbien   |
| 2     | Elena Wassen Deutschland Lian Junjie Volksrepublik China |
| 3     | Sofija Lyskun Ukraine Ruslan Ternowoi Russland           |

Die Schweizerin Michelle Heimberg und der Deutsche Lou Massenberg wurden zusammen Achte.